# Devolvam nosso ouro
"Devolvam nosso ouro", ou variações como "ladrões de ouro" e "cadê nosso ouro?", são expressões associadas a memes, piadas, ironias ou até mesmo a reivindicações contemporâneas reais que propõem a restituição, por parte do Estado português, das riquezas extraídas do território brasileiro durante o período colonial, especialmente entre os séculos XVII e XIX. Embora não existam tratados internacionais específicos que obriguem a devolução retroativa desses recursos, o tema eventualmente surge em debates sobre justiça histórica, reparações coloniais e memória nacional, sendo frequentemente mobilizado em contextos políticos, educacionais e culturais, tanto no Brasil quanto em Portugal. Nesse sentido, a frase "devolvam nosso ouro" expressaria, na maior parte das vezes, mais do que um pedido literal de restituição, uma reclamação simbólica e política sobre o desequilíbrio histórico entre colônia e metrópole. O Brasil herdou os traumas sociais, ambientais e estruturais de uma economia colonial baseada na exploração de recursos e de pessoas, configurando uma realidade que, segundo os especialistas, continua presente na sociedade brasileira atual.

## Contexto histórico

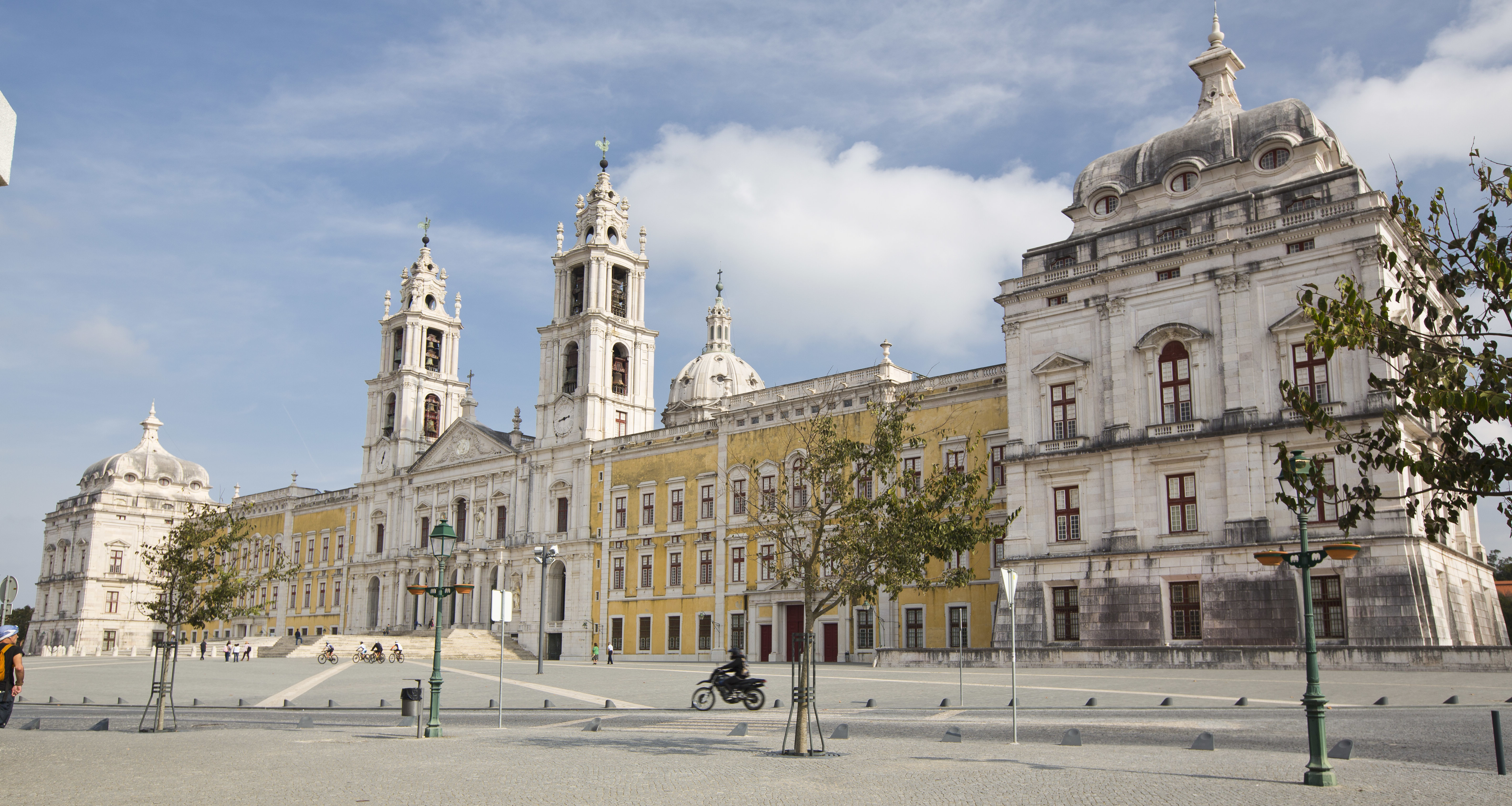
Fachada do Palácio Nacional de Mafra, obra financiada pelo ouro extraído do Brasil, à época uma colônia portuguesa.

Durante o século XVIII, o Brasil - até então uma colônia portuguesa - viveu o chamado Ciclo do Ouro, com epicentro em Minas Gerais. Estima-se que entre 876 mil e 948 mil quilos de ouro foram extraídos, embora boa parte não tenha sido registrada devido a contrabando e perda de documentos históricos. A maior parte desse ouro foi enviada a Portugal, onde financiou obras como o Palácio Nacional de Mafra, e posteriormente foi transferido à Grã-Bretanha, por meio de acordos comerciais como o Tratado de Methuen (1703). Este ouro ajudou a consolidar Londres como centro financeiro global, ao mesmo tempo que Portugal se desindustrializava. O ciclo do ouro provocou uma série de transformações estruturais no Brasil colonial, ao deslocar o eixo econômico do litoral para o interior e impulsionar o surgimento de centros urbanos em Minas Gerais. Esse processo também contribuiu para a expansão das fronteiras territoriais, moldando a configuração geográfica do país. Paralelamente, houve um crescimento expressivo do tráfico transatlântico de pessoas escravizadas: mais de 2,2 milhões de africanos foram trazidos ao Brasil no século XVIII, muitos dos quais destinados ao trabalho nas lavras. A sociedade resultante desse ciclo foi marcada por profundas desigualdades, rigidez hierárquica e altos índices de violência, traços que se perpetuaram ao longo da história brasileira.

## Debate contemporâneo

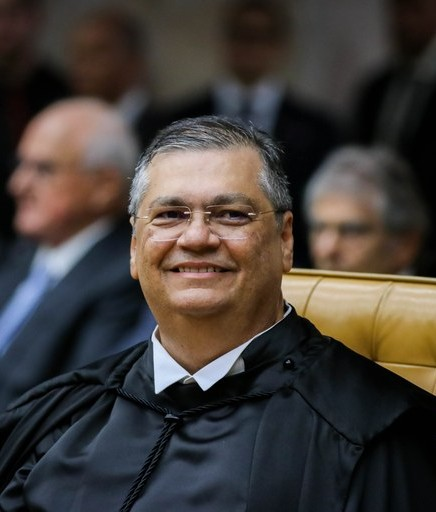
O então ministro Flávio Dino afirmou em novembro de 2023 que até concordaria que os portugueses repatriassem os imigrantes brasileiros que lá estão, desde que devolvessem o ouro de Ouro Preto.

O jornalista português João Almeida Moreira ressalta, em artigo de opinião publicado no jornal Folha de S. Paulo em 2024, que qualquer conterrâneo que viva no Brasil um dia ouvirá, inevitavelmente, a frase "devolvam o nosso ouro". Embora o Brasil e Portugal fossem partes do mesmo império no século XVIII, o historiador e professor da Universidade Federal Fluminense Leonardo Marques destaca que os efeitos da mineração ficaram no Brasil, enquanto os lucros e a estrutura financeira resultante enriqueceram a Europa. Ele argumenta que o meme “devolve nosso ouro” é anacrônico, mas serve como porta de entrada para discussões mais sérias sobre os legados do colonialismo. O desenvolvimento financeiro de Londres, por exemplo, está intimamente ligado à exploração do Brasil. Por outro lado, Portugal, que se beneficiou do ouro, não investiu em industrialização e manteve-se dependente da Inglaterra, como já alertava no século XVIII o diplomata português D. Luís da Cunha.
Em novembro de 2023, após um episódio de xenofobia contra brasileiros em Portugal, o então ministro Flávio Dino afirmou que...
| “ | "Concordo até que [os portugueses] repatriem todos os imigrantes [brasileiros] que lá estão, devolvendo junto o ouro de Ouro Preto e aí fica tudo certo, a gente fica quite." | ” |
| — Flávio Dino, então ministro da Justiça do Brasil, acerca de um então recente caso de xenofobia contra uma brasileira em Portugal | |   |

Em abril de 2024, durante a 3ª Conferência Internacional sobre o Futuro da Língua Portuguesa, realizada em Lisboa, o Brasil solicitou a Portugal ações concretas em relação às reparações pelos impactos da colonização. O pedido foi feito pelo embaixador brasileiro Raimundo Carreiro, que destacou a necessidade de medidas tangíveis para lidar com os legados da escravidão e do colonialismo. A solicitação brasileira ocorreu após o presidente português, Marcelo Rebelo de Sousa, reconhecer publicamente os crimes cometidos durante o período colonial e expressar a disposição de Portugal em assumir responsabilidades. No entanto, o Brasil enfatizou que, além das declarações, são necessárias ações práticas para enfrentar as consequências históricas da colonização.
Já em fevereiro de 2025, num artigo de opinião intitulado "Devolvam o ouro", publicado no jornal Público, o linguista luso-brasileiro José Luís Landeira aborda a questão histórica da extração de ouro do Brasil durante o período colonial e propõe uma reflexão sobre a possibilidade de restituição desse patrimônio ao país de origem. No artigo, ele argumenta que, embora o Brasil fosse uma colônia portuguesa na época, é legítimo questionar a justiça histórica dessa extração e considerar a possibilidade de reparações. Ele sugere que a restituição do ouro, ou de seu valor equivalente, poderia ser uma forma de reconhecer os impactos negativos da colonização e promover uma reparação simbólica e material.